# Drapetis antennata
Drapetis antennata är en tvåvingeart som först beskrevs av Becker 1909.  Drapetis antennata ingår i släktet Drapetis och familjen puckeldansflugor. Inga underarter finns listade i Catalogue of Life.